# Mathieu Hidalf (série littéraire)
Mathieu Hidalf est une série de romans de fantasy écrits par Christophe Mauri et publiés entre 2011 et 2018.
Les cinq premiers tomes sont publiés entre 2011 et 2014. En 2018, Christophe Mauri annonce prévoir un préquel aux événements survenus lors du premier tome.

## Univers du cycle littéraire

### Genre littéraire
Les romans prennent place dans le registre de la fantasy, au sein d'un royaume de fiction (le royaume astrien) dans lequel règne le roi Abélard, dit « le Grand Busier ». La capitale du royaume est Soleil, sa monnaie est le « diamantor ».

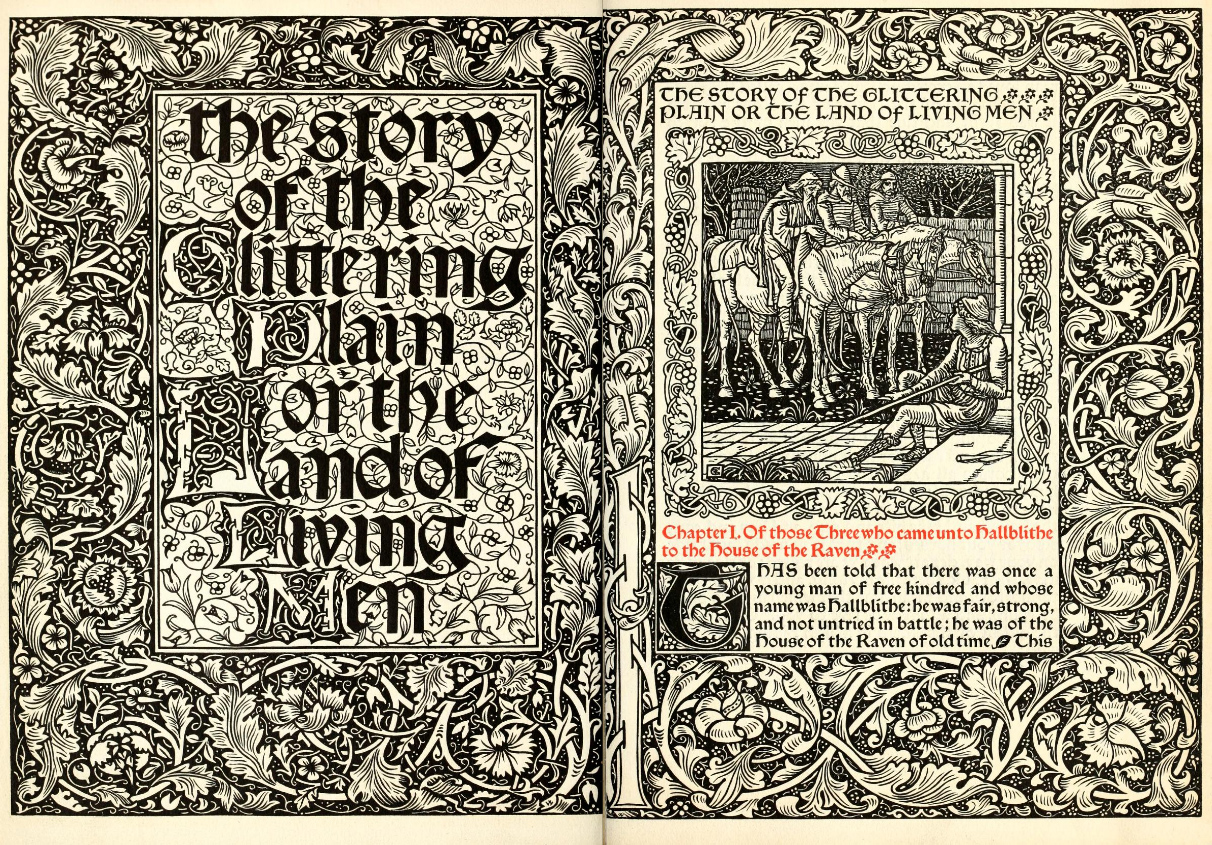
Première page du roman de William Morris "La Plaine étincelante", considéré comme un des premiers romans de fantasy

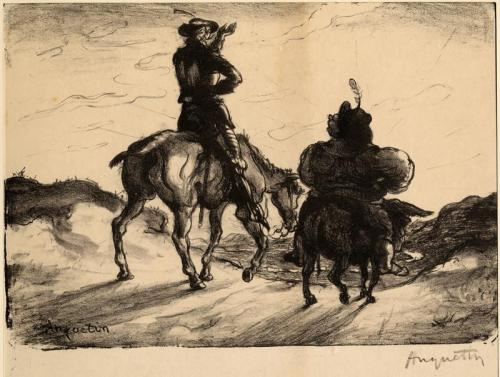
Don Quichote, archétype de l’antihéros

Le cycle romanesque fait partie du genre « high fantasy », mais également au genre du roman d’apprentissage. L'histoire est écrite selon un point de vue narratif interne à la troisième personne : le narrateur limite les informations à ce que le personnage de Mathieu Hidalf comprend et connaît, à quelques rares exceptions.

### Personnages
Lorsque la saga commence, Mathieu Hidalf est un garçon de 10 ans qui vit dans la ville fictive de Darnar. Son rêve est d'intégrer l'école de l'Élite, la plus dangereuse des écoles. Mais il passe surtout son temps à préparer ce qu'il appelle sa « bêtise », une énorme catastrophe qu'il prépare à l'occasion de son anniversaire. En effet il souhaite gâcher l'anniversaire du roi car il est né le même jour que lui, ainsi que ternir l'image de son père. Mathieu a un caractère d'antihéros : insupportable, égoïste et prétentieux.
Le père de Mathieu s'appelle Rigor Hidalf et a la charge héréditaire de sous-consul de la cité de Darnar. La mère de Mathieu s'appelle Emma. Le meilleur ami de Mathieu est Pierre Chapelier. L'archiduc de Darnar est un allié secret de Mathieu. Roméo Pompous est le fils d'Anna et Méphistos Pompous (sous-consul de Soleil, la cité rivale de Darnar).
Mathieu a trois sœurs qui s'appellent toutes Juliette : Juliette d'Or (l'aînée - âgée de six ans de plus que lui, elle est, en concurrence avec la comtesse Armance Dacourt, la plus belle femme du royaume), Juliette d'Argent (un an de plus que lui), Juliette d'Airain (quatre ans de moins que lui ; elle rêve de devenir la première femme élitienne).
Les principaux antagonistes de la série sont les six frères Estaffes ; l'on ne connaît le nom que de deux d'entre eux, il s'agit de Tybalt et William.
Le baron Hudson est directeur de l'Elite, jusqu'au quatrième tome. Le comte Boidecœur, plus connu sous le faux nom de Barjaut Magimel, est un juriste éminent. Louis Serra est le capitaine et chef de l'Élite ; il est assisté par Julius Maxima Purple et Robin Tilleul, deux puissants Elitiens. Stadir Origan est un sorcier illustre, mais discret. Poucet Bergamote est un mage et un des Professeurs de l'École de l'Elite ; le Dr Gustave Soupont est le médecin de l'École de l'Elite. La comtesse Armance Dacourt est la directrice adjointe de l'école de l'Élite, jusqu'à la deuxième partie du quatrième épisode, où on apprend qu'elle est devenue directrice ; elle dirige l'école d'une main de fer. Tristan Boidoré est l'amant secret de Juliette d'Or Hidalf, que cherche à débusquer durant les cinq épisodes la Comtesse Dacourt. Capitaine des Prétendants jusqu'à la fin du deuxième épisode, il devient Pré-Elitien à la fin du deuxième, ce qui l'oblige à abandonner ses fonctions. La Grille épineuse est située à l'entrée de l'école et empêche les non-élitiens d'y pénétrer ; devant elle, se dresse L'Arbre doré.
Le Peuple Helios est un peuple aux pouvoirs surpuissants. Le comte Boidecœur, Timothée et les frères Estaffes sont des Helios ; Octave Jurençon est un demi-helios ; la Foudre Fantôme est une créature Helios ; Mathieu, Emma, Juliette d'Or, Juliette d'Airain et Juliette d'Argent Hidalf sont des descendants d'Helios.

### Ecole de l'Elite
L'École de l'Élite est une institution de grande importance dans le royaume Astrien. Les élèves et anciens élèves de l'École, exceptés les Cœurs Noirs et les autres personnes ayant interrompu leur scolarité, sont divisés en quatre ordres : 
- Le premier ordre est celui des Prétendants Elitiens. Il s'agit d'élèves. Ces élèves sont encore placés sous la houlette de leurs responsables légaux. Ils ont moins de six branches sur l'arbre doré cousu sur leur uniforme de l'École. C'est à cet ordre qu'appartiennent Mathieu Hidalf, Pierre Chapelier, Octave Jurençon, Roméo Pompous, Clémentin Roitelet, Guillaume Laminerve et Lucille Bertier.
- Le deuxième ordre est celui des Apprentis Elitiens. Les apprentis ne dépendent plus de leurs responsables légaux. Si l'ordre leur en est donné par un Elitien, ils peuvent ne pas respecter le règlement de l'école ou la Constitution du Royaume. Tristan Boidoré, jusqu'à la fin du deuxième tome, appartient à cet ordre. Tom Lepage y appartient aussi.
- Le troisième ordre est celui des Pré-Elitiens. Ce ne sont plus des élèves. Ils sont en droit de donner une mission à un Apprenti, à une nymphette Elitienne, ou à un Cœur Noir ; seuls les Elitiens peuvent leur donner des ordres. Tristan Boidoré, à partir de la fin du deuxième tome, et Peter de Nemours jusqu'au quatrième tome, font partie de cet ordre.
- Le quatrième ordre est celui des Elitiens. Les Elitiens sont toujours trente. Seuls les Elitiens peuvent nommer un Elitien. Seul un Elitien peut juger un autre Elitien, bien que les Elitiens soient théoriquement au-dessus des lois. Seuls les Elitiens peuvent destituer un autre Elitien avant sa mort. Louis Serra, Julius Maxima Purple, Robin Tilleul, Jean de Courcelles, Peter de Nemours, à compter du quatrième tome, sont des Elitiens. John Mid est un ancien Elitien. Barjaut Magimel est le premier Elitien.

Les Cœurs Noirs sont les services secrets de l'Elite. Les Cœurs Noirs sont composés d'anciens Elitiens, d'anciens Pré-Elitiens et d'anciens Apprentis. Les Cœurs Noirs n'ont pas d'arbre doré miniature sur leur uniforme. Ils portent toujours un capuchon, afin que leur identité reste inconnue. Le chef des Cœurs Noirs se nomme "le premier Cœur Noir". Durant la série, c'est John Mid qui remplit cette fonction.
L'École de l'Elite a été fondée, par le comte Boidecœur, quatre cents ans avant les événements contés dans le cycle Mathieu Hidalf. Le jour de sa fondation, la fée Helios Circé transforma Ailes de Feu en un maléfice : le Maléfice de Circé.
L'uniforme de l'École de l'Elite est appelé luide. C'est un habit fin, discret et élégant. Sur toutes les luides, il y a un arbre doré miniature, relié au grand arbre doré, planté dans l'École de l'Elite ; cet arbre doré miniature donne de grands pouvoirs à son possesseur. Plus un arbre doré miniature a de branches (gagnées en accomplissant des épreuves), et plus il est près du grand arbre doré, plus il est fort. Quand un arbre doré se glace, cela signifie qu'un membre de l'Elite est en danger de mort ; les arbres peuvent se combattre lors d'un combat d'arbres. L'on voit le premier combat d'arbres dans Mathieu Hidalf et la Bataille de l'Aube.

## Liste des romans

### Le Premier Défi de Mathieu Hidalf
- Publication : août 2011.
- Résumé : Mathieu Hidalf est connu pour avoir gâché, deux ans avant le début du récit, l'anniversaire du roi par une incroyable et catastrophique « bêtise », étant précisé que ce jour-là est aussi son propre anniversaire. Pour l'anniversaire de ses huit ans, sa « bêtise » (inciter les nymphettes du soleil à faire grève) lui avait valu d'être reclus par son père pendant deux ans dans sa chambre. Lorsque le roman commence, Mathieu, 10 ans le lendemain, risque de devoir passer son anniversaire au domicile familial car son chien à quatre têtes, Bougetou, est malade, et il avait conclu avec son père, lorsqu'il avait cinq ans, un contrat selon lequel il devrait s'occuper du chien en toutes circonstances. Le récit alterne les événements qui rythment 48 heures importantes concernant l'anniversaire du roi. Mathieu parvient à se délier du contrat qui le liait à son père concernant le chien ; son meilleur ami Pierre Chapelier est admis à l'école de l'Élite ; Mathieu est surveillé par les sœurs Mélusine et Méchantine Violette ; Pierre parvient à faire visiter des souterrains de l'École à Mathieu ; on découvre le début d'une histoire d'amour que vit Juliette d'Or avec un amoureux secret. Mais le récit tourne autour de deux événements principaux : la « grande bêtise » que Mathieu a préparée pour l’anniversaire du roi et une information qui plonge les dirigeants du royaume dans la consternation. En effet, les six frères Estaffes ont rompu un serment rouge inviolable conclu dix ans auparavant avec le capitaine et chef de l'Élite, Louis Serra. Les conséquences de la rupture de ce serment, et la situation conflictuelle qui en découle, seront racontées dans les romans suivants. Contraint de fuir, lors de son entrée illégale à l'école, Mathieu finit par se retrouver dans la Galerie des Gouffres, une galerie pleine de gouffres béants ; Mathieu finit par tomber dans l'un des gouffres. Il a alors une vision ; il se voit monter un escalier, puis, découvrir le roi mort ; il a ensuite une vision des cinq frères Estaffes, avec un scintillement de lumière dorée. Concernant la « grande bêtise », Mathieu parvient à faire croire dans un premier temps qu'il a renoncé à la faire : il s'agissait, croit-on, de faire en sorte que le roi épouse Héloïse Hidalf, mère de Rigor. Mais en fin de compte on découvre qu'il s'agissait d'un leurre et la bêtise a bien lieu : Mathieu parvient, par un subterfuge et grâce à l'aide d'Olivier Tilleul, un journaliste, à faire épouser au roi la vieille sorcière Proserpine, de son pseudonyme de conteuse, « la Grand-mère édentée ». Mathieu a aussi réussi à voler à son père un cadeau que le sous-consul destinait au roi comme cadeau d'anniversaire. Ce cadeau a été transmis par Mathieu à l'archiduc de Darnar qui va le conserver jusqu'à l'anniversaire suivant, sachant que Mathieu a décidé de mettre à profit l'année à venir pour se présenter au concours d'entrée de l'école de l'Élite…

### Mathieu Hidalf et la Foudre fantôme
- Publication :2011
- Résumé : À l'anniversaire de ses 11 ans, Mathieu Hidalf entre à l’École de l'Élite qui se trouve dans le château du roi, dans la ville rivale de Darnar, séparée d'elle par les vastes forêts qui peuplent le royaume Astrien : Soleil. Pour entrer à l'École, chaque enfant doit accomplir une épreuve. Mathieu a annoncé à tout le monde qu'il allait tricher à cette épreuve. Il utilise pour cela la montre de mort du roi Charles Fou X, un objet magique (volé à son père) permettant de tuer provisoirement son porteur ; Mathieu meurt brièvement mais revient à la vie. L'Épreuve n'est pas réussie pour autant car John Mid, un des jurés a su qu'il avait triché. John Mid lui propose un marché : s'il découvre et lui dit qui est l'amant de Juliette d'Or Hidalf, il pourra rester à l'école. Mathieu refuse le marché. John Mid lui remet une enveloppe, qui, croit-il contient sa lettre de refus d'admission à l'École de l'Elite. La nuit suivante, Mathieu a une vision ; il se revoit, montant l'escalier et trouvant le roi mort, et voit Louis Serra en face de l'un des frères Estaffes ; il voit aussi un enfant, courant sous l'Arbre Doré de l'École de l'Elite, poursuivi par les frères Estaffes, puis franchissant la Grille Inviolable, derrière laquelle se situe l'antre des Elitiens. Il se réveille alors ; Juliette d'Or Hidalf lui dit que, tandis qu'il rêvait, il a tendu sa main et un exemplaire des Contes déconseillés aux enfants de moins de seize ans de Proserpine, y est apparu. Il y découvre une  dédicace à Ariane Origan et Timothée. Il y a, en outre, un message adressé à Mathieu, dans le recueil. On apprend dans le cinquième épisode qu'Octave Jurençon en est l'auteur. La nuit suivante, Mathieu ouvre l'enveloppe que lui a donnée John Mid. Il apprend qu'il est nommé Prétendant Elitien ; il croit que c'est, grâce à Louis Serra. Stadir Origan l'emmène à l'École de l'Elite. Mathieu retrouve Pierre Chapelier, puis se voit attribuer une épreuve, l'Epreuve du Premier Mois ; en l'occurrence, il doit attraper, avec l'aide d'Octave Jurençon et de Roméo Pompous, la Foudre fantôme, une biche qui court très rapidement, d'où son surnom, et que personne n'a vue depuis vingt ans. Le lendemain matin, Tristan Boidoré rend visite aux nouveaux Prétendants. À la suite d'une question de Roméo Pompous, il est amené à parler des Exploits, des branches rouges extrêmement rares, que l'on obtient qu'après avoir fait quelque chose d'extraordinaire. Mathieu se met en tête d'en avoir une. Mais, quelque temps plus tard, il  a rendez-vous avec Armance Dacourt, le baron Hudson, Peter de Nemours et Tristan Boidoré qui lui intiment de faire son épreuve ; Mathieu a ensuite un rendez-vous secret avec Juliette d'Or, qui lui intime, de la même manière de faire tout pour accomplir son épreuve. Mathieu est convoqué au beau milieu de la nuit, par Louis Serra, qui lui ordonne, lui aussi de travailler afin de réussir son épreuve ; il parle de sa vision à Louis Serra ; lorsque le capitaine apprend que les frères Estaffes ont, dans son rêve, franchit la Grille Inviolable, il réagit violemment. Mathieu a, au cas où cela serait nécessaire pour attraper la Foudre, envoyé une missive à Juliette d'Airain pour lui demander d'écrire une pièce de théâtre, dont le sujet serait l'amour, afin d'attirer la Foudre Fantôme, qui est une Biche d'Amour. Le soir même, la pièce est jouée ; Roméo Pompous joue l'amoureux, tandis que Juliette joue celui de l'amoureuse. La Foudre Fantôme est attirée, tandis que, dans le cadre de la pièce, Roméo et Juliette (le chapitre, dans lequel ses événements se déroulent est d'ailleurs nommé La Tragique Histoire d'amour de Roméo et Juliette) échange un baiser. La Foudre Fantôme parvient à s'échapper. Par la suite, Poucet Bergamote publie son Classement partial de ses prétendants favoris. Mathieu, furieux d'être le dernier classé, va voir Poucet Bergamote et signe un accord avec lui, jurant de révéler en contrepartie du prêt des Bottes de Sept Lieues, que Poucet Bergamote a en sa possession, certaines des fraudes auxquelles s'est livré son père. Octave Jurençon tente d'utiliser les Bottes de Sept Lieues ; ayant fait un pas imprudemment grand, il se fracasse contre un mur, mais, réussi, grâce aux pouvoirs de son Arbre Doré à ne pas mourir sur le coup. Les Bottes de Sept Lieues sont rendues à Bergamote, avec interdiction de les prêter à nouveau à Mathieu. Bergamote, cependant, les prête à nouveau à Mathieu. Alors, Pierre Chapelier, Mathieu Hidalf, Roméo Pompous et Octave Jurençon peigne un cerf, Boidefeu en argenté pour que la Foudre Fantôme tombe amoureuse de lui. Mathieu donne les Bottes de Sept Lieues à Griffrigor, le chat des Hidalf et ancien chat des Pompous. Une fois, la Foudre attirée par Boidefeu, Griffrigor la poursuit, mais elle réussit à le semer. Peu après, Ocatve Jurençon et Mathieu Hidalf sont invités à dîner chez Bergamote. Au cours du dîner, Octave Jurençon évoque le Maléfice de Circé. Puis, l'arbre de Bergamote et des deux Prétendants se glace, preuve qu'un membre de l'Elite est en danger de mort. Durant la soirée, la Foudre Fantôme vient à Mathieu, qui lui coure après. Elle l'amène devant la Grille Epineuse, et c'est alors que Mathieu comprend que Louis Serra est en danger, et qu'il faut qu'il aille sur le dos de la Foudre pour le sauver. Il découvre, dans la Tour du Roi, le Roi mort et Louis Serra. Il découvre là, en outre, l'aîné des frères Estaffes, William. Ce dernier meurt mystérieusement. Par la suite, Emma Hidalf permet à Mathieu de trouver la Tour Disparue, une tour cachée depuis une éternité, où suppose-t-il, il se trouve un Anneau de Foudre, qu'il souhaite négocier avec la Foudre Fantôme. Ils trouvent l'anneau, puis découvrent qu'il ne peuvent s'enfuir dans la Tour Disparue. Finalement, Louis Serra rappelle le lit ambulant qu'ils lui ont emprunté pour aller dans la Tour Disparue. Le jour de la cérémonie, ils apprennent que leur véritable Epreuve ne consistait pas tant à capturer la Foudre Fantôme, qu'à comprendre que ceci était impossible. Armance Dacourt, annonçant que l'Elitien Julius Maxima Purple, avait proclamé l'invalidité de l'épreuve du Prétendant de Mathieu, déclare que celle-ci est nulle et non avenue. On apprend que ce n'est pas Louis Serra, mais John Mid qui a permis à Mathieu d'entrer dans l'école. A ce moment du texte, la Foudre entre dans la pièce où la scène a lieu, avec Juliette d'Or Hidalf et Tristan Boidoré. Mathieu, Roméo et Jurençon, obtiennent alors leur épreuve du Premier Mois. Peu après, Mathieu, Roméo, Jurençon et Pierre, obtienne un exploit, pour avoir réussi à capturer la Foudre Fantôme. Mathieu formule alors une requête, demandant que Juliette d'Airain obtienne un Exploit, même si elle ne fait pas partie de l'École de l'Elite. La requête est acceptée[2].

### Mathieu Hidalf et le Sortilège de Ronces
- Publication : 2012
- Résumé : Alors qu'il a 11 ans, Mathieu doit faire face accidentellement à une attaque d'un traître dans les Bois de l'Élite... On découvre que la victime de cette attaque est la Foudre fantôme, déjà évoquée dans le tome précédent. Mathieu se donne pour mission de rechercher l'identité du traître, de localiser la victime et de briser le Sortilège de Ronces : sortilège qui protège l'École des Élitiens des attaques extérieures. Or le traître fait croire à Mathieu que le capitaine de l'Élite est retenu hors de l'École et qu'il doit pousser le prétendant qui a déployé le sortilège des ronces à prononcer le serment noir, un serment maléfiques qui détruit l'arbre doré de celui qui le porte et si cette personne a invoqué le sortilège des ronces, le détruit. Mathieu soupçonne tour à tour Pierre Chapelier, puis Roméo Pompous, qui a réussi à traverser le sortilège de ronce en passant par la tour disparue. Il comprend plus tard que c'est en réalité lui qui l'avait prononcé mais que l'élitien Julius Maxima avait utilisé sur lui le miroir de l'oubli. Il prononce ensuite le serment noir, malgré l'intervention de Jurençon, qui se jette sur lui avec les bottes de sept lieues. À la suite de cela, les frères Estaffes pénètrent dans l'école. Mathieu, comprennant son erreur, decide de sauver la Foudre, en l'envoyant dans la tour disparue. Cependant, Jurençon n'atteint pas le dortoir des élitiens à cause d'un incendie, et ne peut pas téléporter le lit. Lorsqu'un des Estaffes entre dans la chambre de la Foudre, Mathieu est seul avec la Foudre. Il ne peut pas être attaqué car il a prononcé le Serment noir. La Foudre prend alors Mathieu sur son dos et s'enfuit par les toits. Malheureusement, les autres frères Estaffes l'attendent. La Foudre tombe du toit, Mathieu évite la chute in extremis. Louis Serra arrive alors et les frères Estaffes s'enfuient.

### Mathieu Hidalf et la Bataille de l'aube
- Publication : 2013
- Résumé : Mathieu, après les événements de Mathieu Hidalf et le sortilège de Ronces, ne fait plus partie de l'École de l'Elite. Il demande à Proserpine, d'être plongé dans un sommeil de mort, jusqu'à ses dix-huit ans, à moins que son arbre ne renaisse. Cette décision, précipite une crise, dans l'école de l'Elite, durant laquelle nombre de prétendants Elitiens, sont retirés de celle-ci. Le jour de son anniversaire, l'arbre de Mathieu, renaît. Ce jour-là, des Prétendants Elitiens, issus de la noblesse, sont à l'origine d'une émeute, car ils ne veulent pas quitter l'école de l'Elite. Le lendemain, la direction de l'Elite, entame des négociations avec les parents d'élèves. Après le retour de Mathieu Hidalf, dans l'école, une nouvelle émeute, se produit et les négociations prennent fin. Mathieu, retrouve sa famille, à dîner, et Juliette d'Or, apprend à son père, qu'elle a un amant, Tristan Boidoré. Julius Maxima Purple, défie Mathieu Hidalf, au combat d'arbres. Il est terrassé, alors que Mathieu, n'a jamais fait de combat d'arbres et déclare que le seul arbre d'être aussi puissant, que celui de Mathieu, est l'un de ceux des frères Estaffe. Le traître avertit les Prétendants, par le biais des nymphettes, leur donnant l'information suivante : ils "subiront le sort réservé aux bannis"... Le lendemain matin, les prétendants se retrouvent dans le lac des Bannis, et certains d'entre eux, s'y noient. Mathieu Hidalf, survit. Après cet événement, Louis Serra emmène Mathieu, dans la bibliothèque du Vitrail. Il apprend à Mathieu qu'il porte l'arbre du premier Elitien et Mathieu découvre, que Barjaut Magimel, est le premier Elitien, et que, durant quatre siècles, il a survécu, grâce à son arbre, qu'il a désormais légué à Mathieu. N'ayant plus son arbre, maître Magimel, meurt[3].

### La Dernière Épreuve de Mathieu Hidalf
- Publication : 2014
- Résumé : Les prétendants se voient à nouveau confier des épreuves. Mathieu, Pierre, Jurençon et Roméo se voient attribué l'épreuve de la pomme d'or. Ils apprennent ensuite que plusieurs élèves ont pour but de la leur prendre, c'est une épreuve de type éliminatoire. Leurs adversaires sont Tom Lepage, Clémentin Roitelet, Guillaume Laminerve et Lucille Bertier. Marie-Marie du Château-Boisé et Juliette d'Airain doivent ranger la bibliothèque. Cependant, Mathieu et Marie-Marie se voient confier une nouvelle épreuve : retrouver les ailes de feu. La comtesse leur interdit cependant de chercher à accomplir leur épreuve car quelqu'un l'a falsifié. Mathieu comprend plus tard que c'était Maître Magimel qui lui avait donné cette épreuve. L'enfant Helios révèle son identité à Mathieu, il s'agit de Jurençon, qui annonce que plus personne ne fera de mal à la famille de Mathieu. Après que Roméo a caché la pomme d'or dans le labyrinthe des bannis, ses adversaires Tom et Guillaume, l'entraînent dans le labyrinthe pour qu'il leur montre où il l'a caché. Le traitre les attaque alors, détruit l'arbre de Tom et pousse Guillaume à prononcer le serment noir. Jurençon intervient, puis les élitiens arrivent et neutralisent le traitre. Louis Serra demande à voir Mathieu et l'emmène dans le labyrinthe. Il lui annonce qu'il est le traître, puis prononce le serment noir et disparaît dans le labyrinthe. Toutes les personnes appartenant à l'Élite se cachent dans le labyrinthe. L'une de ces personnes, la mère de Mathieu, en profite pour rechercher Ailes de feu, une nymphette, dans le but de la faire disparaitre. En effet, Aile de feu a reçu un sortilège qui la pousse à contaminer des personnes pour detruire l'école de l'élite et ne peut être détruite que par quelqu'un avec des origines Hélios. Nous apprenons que la mère de Mathieu est une descendante du premier élitien. Au cours de la bataille qui va s'ensuivre, les élitiens vont puiser tant de force dans l'arbre doré que celui-ci va s'éteindre. C'est leur but car désormais les bannis peuvent entrer en contact avec les porteurs d'arbres, donc détruire Ailes de feu. Mme Hidalf trouve ailes de feu, qui disparaît et emporte le maléfice avec elle. Quatre des cinq Estaffes restants vont être plongés dans un sommeil éternel par la sorcière Proserpine. Cependant, le dernier, Tybalt Estaffes possède désormais un arbre qu'il a volé à la faiseuse de lit. Juste avant que l'arbre se rallume, Mathieu part en courant alors que les autres se préparent à affronter l'Estaffes dès que leur arbre se rallumera. Mathieu va en réalité trouver Louis Serra et lui transmet son arbre. L'arbre se rallume et Mathieu est enfermé par le labyrinthe. Louis Serra arrive à temps pour vaincre le dernier Estaffes. Plusieurs jours passent puis Marie-Marie se rend compte qu'elle possède le deuxième anneau de Foudre. Mathieu en possède un aussi et arrive donc à sortir du labyrinthe avec Griffigor, Guillaume Laminerve et Tom Lepage qui a retrouvé la pomme d'or. Louis Serra n'est plus élitien et donne son arbre à la comtesse.

## Origine
Christophe Mauri commence à écrire Mathieu Hidalf alors qu'il est âgé de 13 ans. Lorsque Télérama lui demande ce qui l'a poussé à le faire aussi tôt, l'auteur répond que l’élément déclencheur aurait été une activité littéraire sollicitée par le professeur de français en classe de quatrième, qui aurait demandé à ses élèves de rédiger un court roman durant l'année. ».

## Publication
Durant les grandes vacances précédant sa classe de 3e, Christophe Mauri aurait envoyé un manuscrit de sa première version de Mathieu Hidalf à plusieurs éditeurs, parmi lesquels Gallimard Jeunesse. La maison d'édition lui aurait répondu que la version actuelle ne peut être publiée, mais lui aurait suggéré quelques conseils à suivre pour y remédier.
Entre 13 et 16 ans, l'auteur aurait envoyé cinq manuscrits à son éditeur, tous renvoyés avec conseils. Lorsqu'il a 21 ans, Gallimard le rappelle et lui annonce qu'il va être publié.
L'illustration des couvertures est signé Benjamin Bachelier.

## Accueil
La saga est généralement bien accueillie par la critique : Télérama parle ainsi d'un « classique » et Ricochet d'un « très bon roman, à la lecture jubilatoire ».
Pour Actualitté, « L'histoire est réellement captivante, riche en rebondissements et tient en haleine jusqu'au bout. L'écriture est savoureuse, fluide et sans artifice».
Selon La Croix, Mathieu Hidalf est « joliment écrit, sur un ton drolatique, léger et poétique »; la revue littéraire Page des libraires qualifie le premier tome d'un «livre d'aventure que l'on dévore».
Je bouquine voit en Mathieu «Un héros de fantasy dont le culot charme autant qu'il fait rire»; Stephan de Pasquale, chroniqueur RTL, voit quant à lui en Mathieu «Un prince rebelle de la grosse bêtise et de l'imagination, le cousin germain du Petit Poucet».

## Postérité
Lors de l'édition 2015 des "Petits champions de la lecture" se déroulant à l'Académie française, Soren, candidat, choisit de lire un extrait du premier tome de Mathieu Hidalf.
Le livre est l'un des lauréats du Prix européen Utopiales des pays de la Loire 2012, dans la catégorie jeunesse.[réf. nécessaire]